# 리히텐슈타인 후녀 마리아스트리트
리히텐슈타인 후녀 마리아스트리트(Princess Marie-Astrid of Liechtenstein, 1987년 6월 26일 ~ )는 리히텐슈타인의 후녀이다. 리히텐슈타인의 후작 프란츠 요제프 2세와 룩셈부르크 대공 장의 손녀이다.